# Flughafen Samarqand

i7
i11
i13
Der Flughafen Samarqand (usbekisch Samarqand Xalqaro Aeroporti, englisch Samarkand International Airport, IATA-Code: SKD, ICAO-Code: UTSS) ist der internationale Flughafen der Stadt Samarqand in Usbekistan. Er ist nach dem Flughafen Taschkent einer der wichtigsten Flughäfen des Landes.

## Fluggesellschaften und Ziele
Aus dem deutschsprachigen Raum gibt es keine Flüge nach Samarqand. Die nationale Fluggesellschaft Uzbekistan Airways, welche den Flughafen betreibt, hat dort Flugzeuge stationiert und bietet mehrmals täglich Flüge in die Hauptstadt Taschkent und regelmäßig nach Russland an.

## Zwischenfälle
- Am 14. Januar 1966 verunglückte eine Antonow An-2 der Aeroflot (CCCP-02185) auf dem Flug vom Sowchos Kommunism zum Flughafen Samarqand. Der Flugkapitän war von der vorgeschriebenen Flugroute abgewichen, zumal er in Eile war, da sich seine Frau im Krankenhaus und seine Kinder unbeaufsichtigt zu Hause befanden. Die Flugsicherung wies ihn an, eine Umleitung zu fliegen, für die vom Fluginformationsdienst nur unpräzise und fehlerhafte Wetterangaben vorlagen. Beim Flug entlang eines Gebirgszuges verlor die Maschine durch katabatische Winde an Höhe und kollidierte mit einem Berg, wobei alle 11 Insassen starben (siehe auch Aeroflot-Flug 330).

## Sonstiges
Südlich des Terminals befindet sich ein Hotel. Außerdem gibt es eine Anbindung an die Autobahn M37, die nördlich des Flughafens vorbei führt.